# Menhir del Cabezo
El menhir del Cabezo es un menhir de granito ubicado en el municipio español de Alcántara, en la provincia de Cáceres. Se ubica en el centro-norte del término municipal alcantarino, a medio camino entre los ríos Erjas y Alagón, unos 2 km al noreste de Estorninos y unos 3 km al sur de Piedras Albas.
Destaca por su notable tamaño de 4,65 metros de altura, con un diámetro que en algunos puntos llega a 1,2 metros, lo que lo convierte en el sexto más grande hallado en España. Es además uno de los pocos que se conservan en Extremadura, región en la que es más habitual hallar otros monumentos megalíticos como dólmenes; de hecho, se halla en el entorno arqueológico de los dólmenes de Alcántara. Cuenta con un par de grandes cazoletas, de 15 y 25 cm de grosor, en los extremos del megalito; en otros puntos del menhir hay cazoletas más pequeñas.
El menhir estuvo tumbado durante mucho tiempo, hasta que en 2008 fue investigado por los arqueólogos Primitiva Bueno y Rodrigo de Balbín, lo que posibilitó que en 2015 se encargase su rehabilitación y levantamiento al arqueólogo-restaurador Miguel Ángel López Marcos.